# عبدالرحمن کواکبی

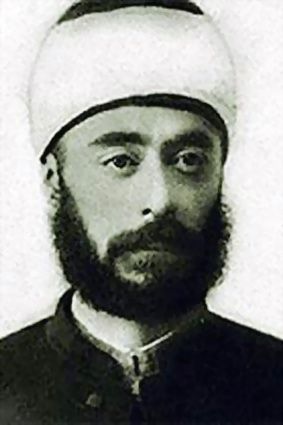
پرتره کواکبی

عبدالرحمن کَواکبی (زاده ۱۲۶۶ قمری در حلب، سوریه) در جهان عرب به عنوان یک انقلابی بزرگ و آزادی‌خواه شناخته می‌شود و از اندیشمندان ضد استبداد بود که با سلطه عثمانیان بر سوریه مبارزه می‌کرد.

## زندگی‌نامه
او تیره‌ای از فرزندان ابراهیم صفوی که از عمرای بزرگ اردبیل بود، به شامات مهاجرت می‌نماید و در آن‌جا توطن اختیار نمودند و با نام کواکبی در آن حدود و بعدها درجهان عرب شهرت و معروفیت بزرگی یافتند.
عبدالرحمن فرزندی از این خانواده است که در سال ۱۲۶۶ هجری-قمری درحلب به دنیا آمد و در آن شهر تربیت یافت.
درزمان او، که عثمانی‌ها بر شامات تسلط داشتند عبدالرحمن علیه آنان به پا خاست و نهضتی در آن منطقه به راه انداخت.
عثمانی‌ها او را دستگیر و زندانی کردند.
او برای بیداری مسلمانان به زنگبار، حبشه، هند و نقاط دیگر سفر کرد و سرانجام در مصر اقامت افکند و در سال ۱۹۰۲ میلادی(۱۳۲۰ قمری) در آن‌جا به مرگ مشکوک درگذشت.

## آثار
- ام‌القری
- طبایع‌الاستبداد